# Бытэв
Бытэв — село в Акшинском районе Забайкальского края России. Административный центр и единственный населённый пункт сельского поселения «Бытэвское».

## География
Село находится в южной части района, в пределах Среднеононской впадины, на правом берегу реки Бытэв (приток Онона), на расстоянии примерно 15 километров (по прямой) к юго-западу от села Акши. Абсолютная высота — 744 метра над уровнем моря.
Климат
Климат характеризуется как резко континентальный с продолжительной холодной зимой и сравнительно тёплым летом. Средняя температура воздуха самого холодного месяца (января) составляет −22,7 °C; средняя температура самого тёплого месяца (июля) — 38 °C. Среднегодовое количество атмосферных осадков составляет 350—410 мм. Большая часть осадков (до 85 %) выпадает в течение тёплого сезона. Продолжительность безморозного периода составляет от 85 до 100 дней в году.
Часовой пояс
Село Бытэв находится в часовой зоне МСК+6. Смещение применяемого времени относительно UTC составляет +9:00.

## История
Основано в 1745 году.

## Население
| 1989 | 2002 | 2010 | 2012 | 2013 | 2014 | 2015 |
| ---- | ---- | ---- | ---- | ---- | ---- | ---- |
| 524  | ↘482 | ↘438 | ↗444 | ↗446 | →446 | ↘443 |
| 2016 | 2017 | 2018 | 2019 | 2020 | 2021 |      |
| ↘442 | ↘434 | ↘424 | ↘411 | ↗412 | ↘334 |      |

Половой состав
По данным Всероссийской переписи населения 2010 года в гендерной структуре населения мужчины составляли 48,4 %, женщины — соответственно 51,6 %.
Национальный состав
Согласно результатам переписи 2002 года, в национальной структуре населения русские составляли 100 %.

## Инфраструктура
В селе функционируют основная общеобразовательная школа, детский сад, фельдшерский пункт, клуб и библиотека.

## Достопримечательности
В окрестностях села расположен ценный природный объект «Ворота Чингисхана».

## Улицы
Уличная сеть села состоит из пяти улиц.